# Cantón de Belley
El cantón de Belley (en francés canton de Belley) es una circunscripción electoral francesa situada en el departamento de Ain, de la región de Auvernia-Ródano-Alpes. La cabecera (bureau centralisateur en francés) está en Belley.

## Geografía
El cantón está situado al sud del departamento, en el Bugey, una zona de media montaña que forma parte del macizo del Jura.

## Historia
Al aplicar el decreto n.º 2014-147 del 13 de febrero de 2014 sufrió una redistribución comunal con cambios en los límites territoriales y en el número de comunas, pasando éstas de 24 a 34.
Con la aplicación de dicho decreto, que entró en vigor el 2 de abril de 2015, después de las primeras elecciones departamentales posteriores a la publicación de dicho decreto, los cantones de Ain pasaron de 43 a 23.

## Composición actual
- Ambléon
- Andert-et-Condon
- Arboys-en-Bugey
- Belley
- Brégnier-Cordon
- Brens
- Ceyzérieu
- Chazey-Bons
- Cheignieu-la-Balme
- Colomieu
- Contrevoz
- Conzieu
- Cressin-Rochefort
- Cuzieu
- Flaxieu
- Groslée-Saint-Benoît
- Izieu
- La Burbanche
- Lavours
- Magnieu
- Marignieu
- Massignieu-de-Rives
- Murs-et-Gélignieux
- Parves-et-Nattages
- Peyrieu
- Pollieu
- Prémeyzel
- Rossillon
- Saint-Champ
- Saint-Germain-les-Paroisses
- Saint-Martin-de-Bavel
- Virieu-le-Grand
- Virignin
- Vongnes